# William de Ralegh
Sir William de Ralegh (auch de Ralega oder of Raleigh) (nach † 1238) war ein englischer Ritter.

## Herkunft
William de Ralegh entstammte der Familie Raleigh, einer Familie des Ritterstandes, von der mehrere Linien in Südwestengland lebten. William galt dabei nach dem Tod seines Vaters als das Oberhaupt der Hauptlinie der Familie. Mittelpunkt seiner Besitzungen war Ralegh unweit von Barnstaple in Devon. William de Ralegh hielt die Güter von Ralegh sowie Challacombe als Vasall der Honour of Barnstaple, die der Familie Tracy gehörte. Daneben besaß Ralegh auch Arlington als Lehen von Philip de Columbers sowie weiteren Landbesitz bei Coxleigh in der Nähe von Shirwell.

## Dienst als Sheriff und Richter
Ralegh war vermutlich der junge William de Raleghe, der 1198 an Übertragung von Landbesitz bei Barnstaple an William Brewer beteiligt war. Trotz seiner Rolle als Oberhaupt einer ritterlichen Familie hatte Ralegh nur lokale Bedeutung. Vermutlich diente er vor 1225 als Coroner von Devon. Um die Dominanz der Familie Brewer zu brechen, zahlten die führenden Adligen Devons der Regierung 200 Mark, um das Recht zu erhalten, für drei Jahre ihren Sheriff selbst zu wählen. Als Nachfolger von William Brewer junior bestimmten sie Ralegh zum Sheriff, der nach Michaelis 1225 sein Amt antrat. Für seine Arbeit erhielt er ein jährliches Gehalt von £ 30. Am 4. Januar 1226 wurde er zum Vorsitzenden eines Assize Courts ernannt, dem noch drei weitere Ritter aus Devon angehörten. Deshalb wurde er noch in der Literatur des 19. Jahrhunderts mit dem Richter William of Raleigh verwechselt, der zu dieser Zeit aber als Richter während einer Gerichtsreise in Nordengland diente. Nach Ablauf der drei Jahre legte er vor Michaelis 1228 sein Amt als Sheriff nieder. Er wird letztmals während einer Gerichtsreise durch Devon 1238 erwähnt.
Sein Erbe wurde sein gleichnamiger Sohn William de Ralegh junior.